# Åsstarr
Åsstarr (Carex pallidula) är en halvgräsart som beskrevs av Harri Harmaja. Enligt Catalogue of Life ingår Åsstarr i släktet starrar och familjen halvgräs, men enligt Dyntaxa är tillhörigheten istället släktet starrar och familjen halvgräs. Artens livsmiljö är skogslandskap, jordbrukslandskap. Inga underarter finns listade i Catalogue of Life.